# Kathedrale von Kielce

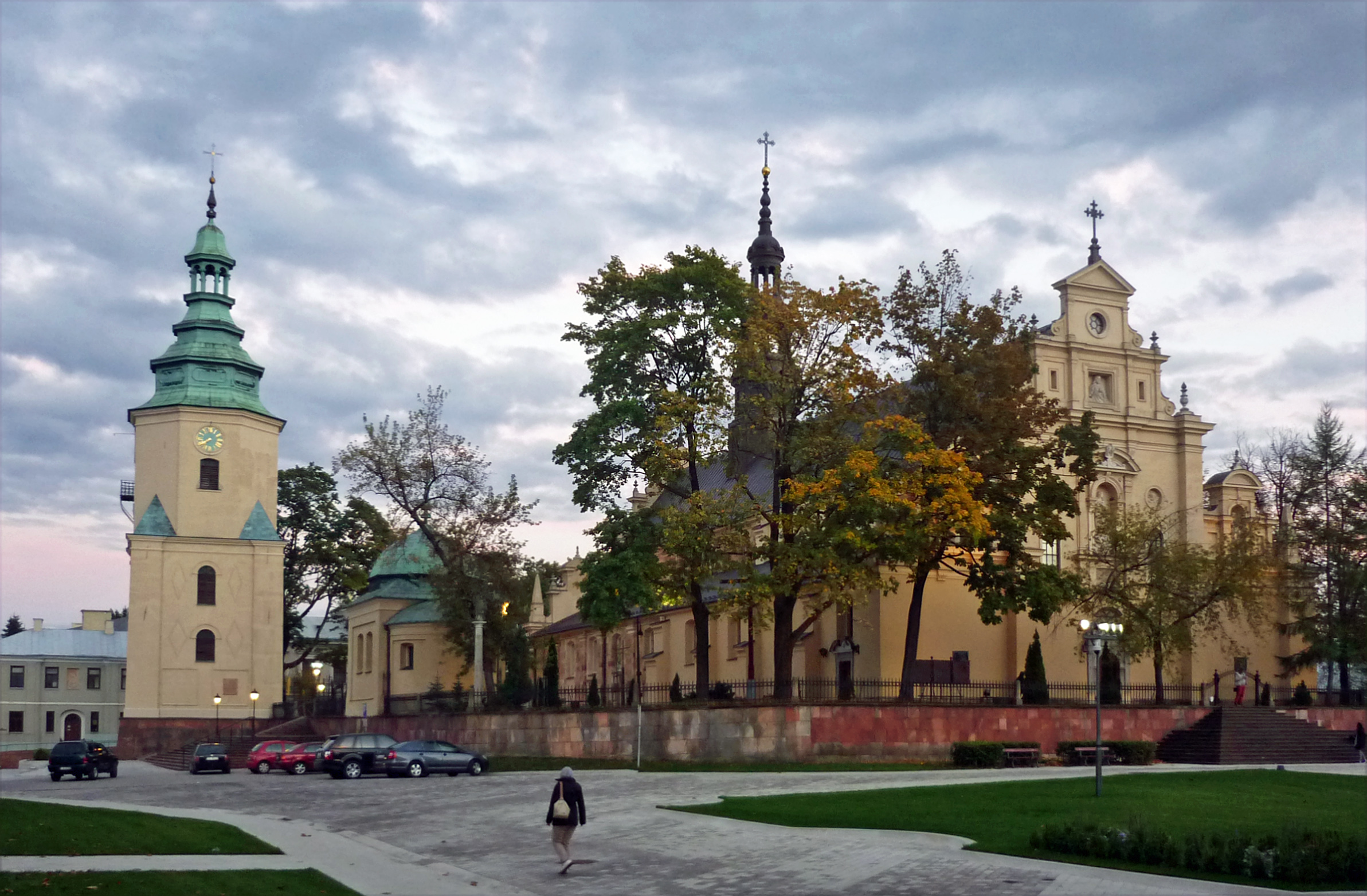
Frontansicht der Kathedrale

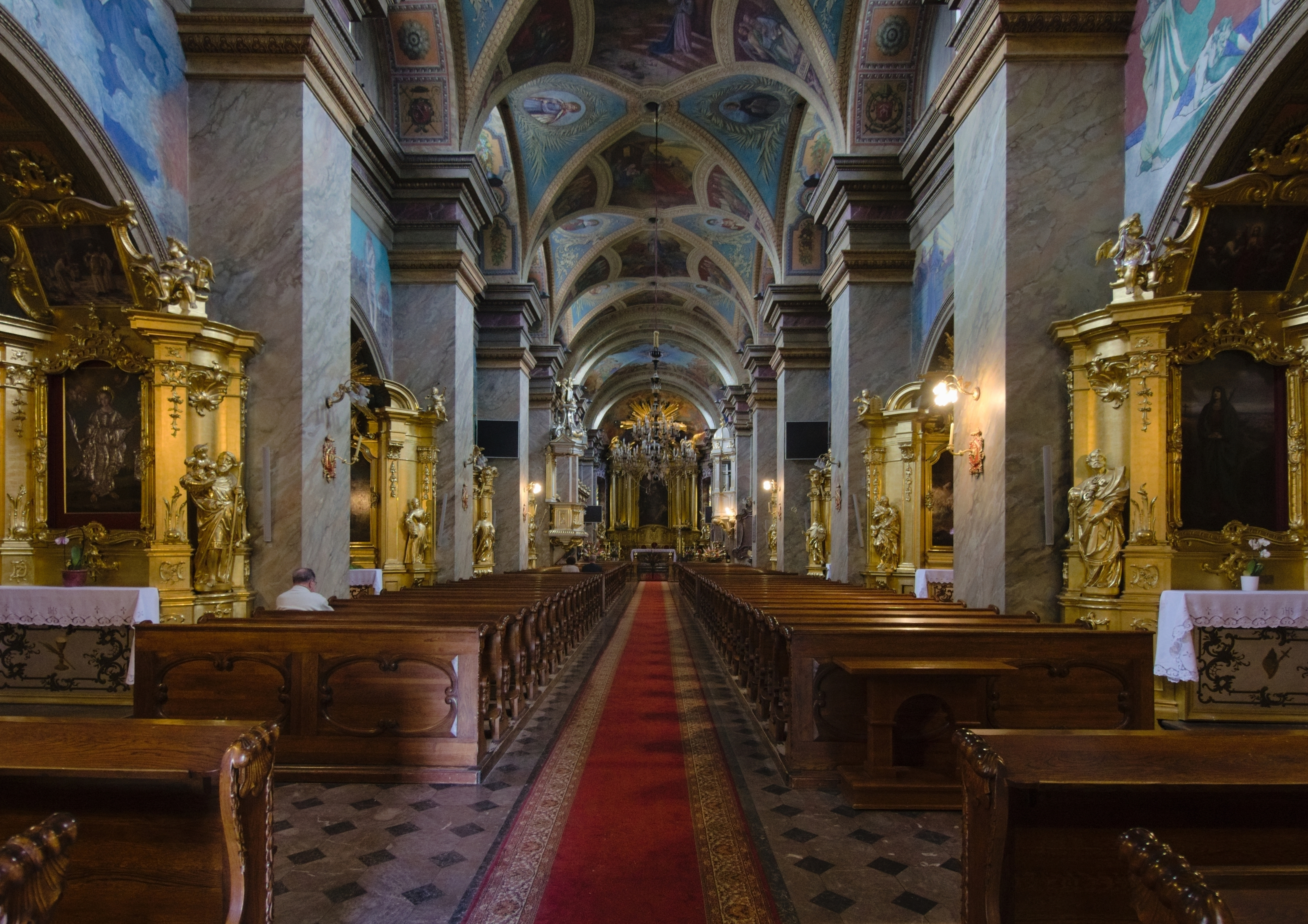
Innenraum

Die Kathedrale von Kielce oder die Kathedralbasilika Mariä Himmelfahrt (polnisch Bazylika katedralna Wniebowzięcia Najświętszej Maryi Panny w Kielcach) ist eine römisch-katholische Kirche in Kielce, Polen. Die Kathedrale des Bistums Kielce mit dem Patrozinium Mariä Himmelfahrt trägt den Titel einer Basilica minor.

## Geschichte
Die Kirche wurde im 12. Jahrhundert vom Krakauer Bischof Gedko auf dem Burgberg in der Innenstadt erbaut. 1213 wurde sie Stiftskirche. Nach der Zerstörung durch die Tataren im Jahre 1260 wurde sie wieder aufgebaut. 1583 verlängerte Erzbischof Piotr Myszkowski das Langhaus nach Westen. 1719 ließ Bischof Kazimierz Lubienski das Gebäude im bis heute prägenden frühbarocken Stil umgestalten. Von 1805 bis 1818 sowie seit 1883 ist die Kirche Kathedrale. Den Titel einer Basilica minor erhielt sie 1971 im Rahmen der 800-Jahr-Feier durch Papst Paul VI. 1990 erfolgte die Krönung des Bildes Unserer Lieben Frau der Gnade durch Papst Johannes Paul II., das um 1600 in die Kirche gekommen war. 2017 wurde die Kathedrale zusammen mit dem Bischofspalast Kielce zum Pomnik historii (Geschichtsdenkmal) erklärt.

## Bauwerk
Der Glockenturm dominiert zusammen mit den Türmen des benachbarten Bischofspalastes die Stadt. Die drei Kirchenschiffe gestalteten Krakauer Maler im 19. Jahrhundert mit Fresken in verschiedenen Farben, womit sie die geringe Beleuchtung der mittelalterlichen Fenster etwas ausglichen. Der Hochaltar, das Werk von Fontana, ist ebenfalls im Barock- und Rokokostil gestaltet. Die höchste künstlerische Bedeutung hat das aus Alabaster gemeißelte Grabmal des Adligen Zebrzydowska.